# オタゴ大学
オタゴ大学（オタゴだいがく、英語: University of Otago 、マオリ語: Te Whare Wānanga o Otāgo）は、ニュージーランド南島ダニーデンに所在する国立総合大学。1869年に設立された、ニュージーランド最古の大学である。世界大学ランキングでは常に高い評価を得ており、毎年およそ2万人の学生が在籍している。国内のみならず世界中から留学生が集まっており、母国別留学生の割合において、アメリカ合衆国からの留学生が772人 (2018年)と最も多く、日本人留学生も毎年30〜50人ほど在学している。

## 歴史
1860年代にスコットランドからの初期開拓移民で宗教指導者のトーマス・バーンズ、政治家のジェームズ・マックアンドリューらがオタゴ州議会に高等教育機関の設立を呼びかけ1869年設立された大学（1871年に開校）。ニュージーランドで最も古い大学である。当初は文学・医学・法律・音楽の4つの学術領域で講義を開始する。オタゴ大学の設立に尽力したバーンズが総長に就任したが開校目前の1871年1月23日に死去する。
1874年に連邦ニュージーランド大学の1校になるまでニュージーランド唯一の大学として存在した。この間、アレキサンダー・ウィリアムソンに唯一文学士の学位が授与されている。1873年に法律校（現在の法学部）、1875年に医学校（現在の健康科学部）、1878年に鉱物学部（1987年にオークランド大学へ移転）、1907年に歯学部、1911年に栄養学部、1912年に商学部、1946年に神学部、1947年には体育学部が設立される。
1961年に連邦ニュージーランド大学が解体されオタゴ大学は独立した大学運営をおこなえる大学自治権を取得する。
2007年に教員養成校であるダニーデン教育大学を統合しオタゴ大学教育校（人文学部の一部門）として再編。
ニュージーランド南島で唯一医学系学科を持つ高等教育機関として医学・薬学・歯学・理学療法学を学ぶ学生が多く、オタゴ大学のおよそ7割の学生は地元外出身者が占める。
オタゴ大学、オタゴポリテクニックなど、高等教育機関が多く集まるダニーデン市は、地域人口に対して学生が多く学園都市としての機能を持つ。
2011年7月、アメリカ出身の心理学者ハーリン・ヘイン（ラトガース大学Ph.D.）がニュージーランドの大学では初となる女性学長に就任した。

## 世界ランキング
2017年のQS世界ランキングでは、法学・考古学・開発学・教育学・地理学・生理学・歯科医学・医学およびスポーツ関連学に関わる13分野において、世界の上位トップ100大学にランクイン。特にオタゴ大学の看板学問分野は常に世界上位クラスとして評価されており、2017年のQS世界ランキングでスポーツ関連学は7位、解剖・生理学24位、歯科医学29位、考古学40位、開発学44位にランクインしている。
|                | 2017 | 2018 | 2019 |
| -------------- | ---- | ---- | ---- |
| スポーツ関連学 | 7    | 12   | 20   |
| 解剖・生理学   | 24   | 29   | 50-  |
| 歯科医学       | 29   | 27   | 34   |
| 考古学         | 40   | 28   | 50-  |
| 開発学         | 44   | 39   | 50-  |

2019年のQS世界ランキングで、オタゴ大学は総合175位。

## 学術組織

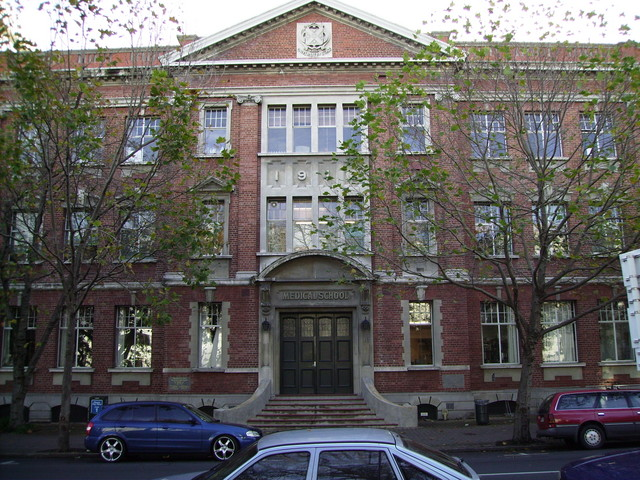
医学部校舎

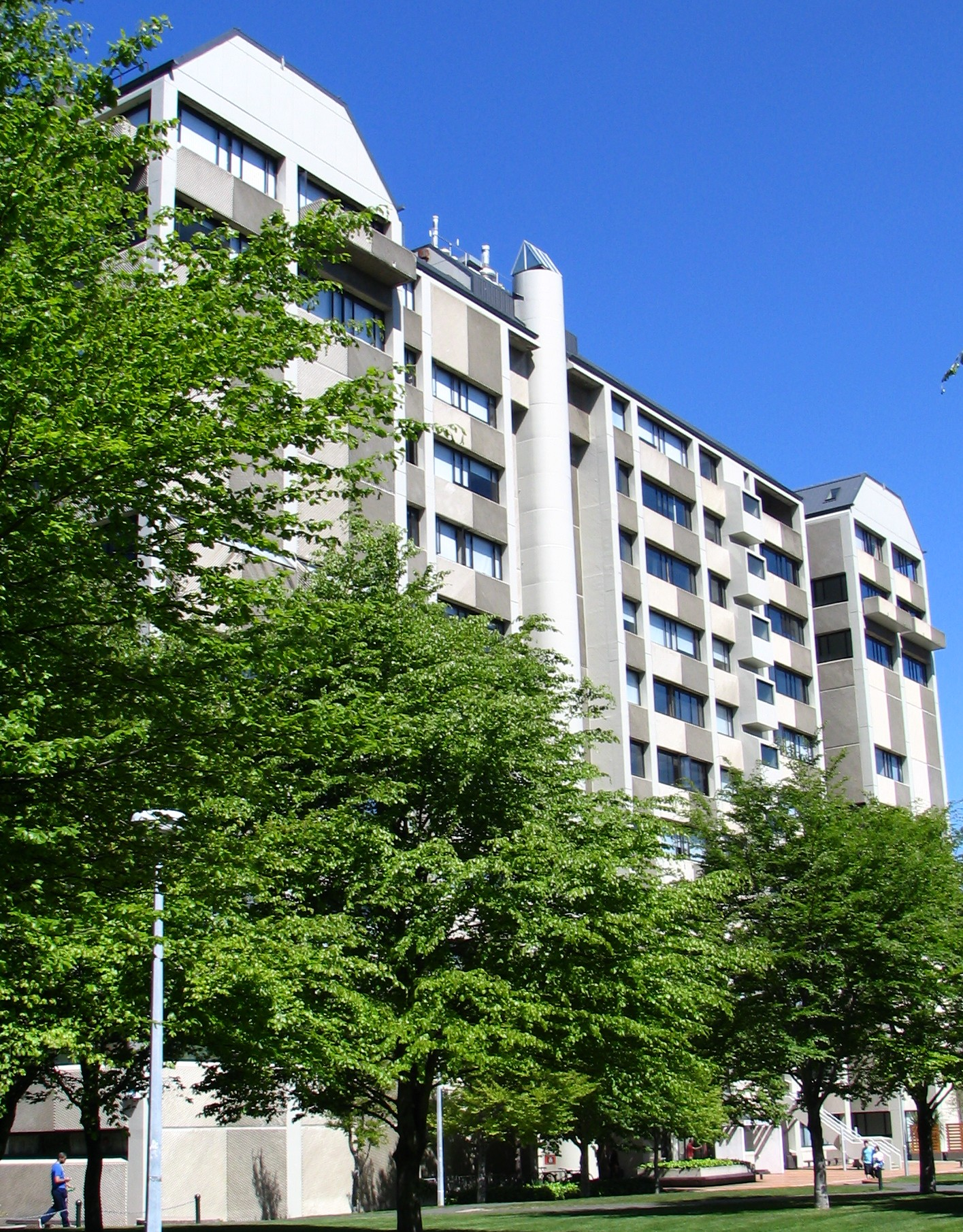
法学部校舎（リチャードソン館）

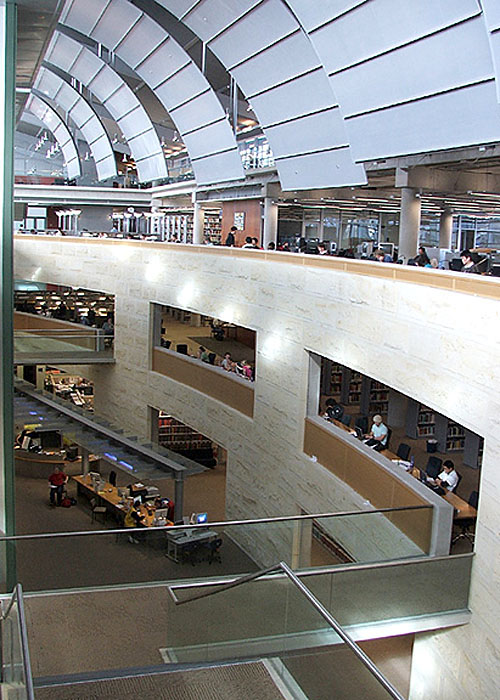
中央図書館内部

- School of Business Departments
  - Accountancy & Business Law
  - Economics
  - Executive Education
  - Executive Programmes
  - Finance & Quantitive Analysis
  - Information Science
  - Management
  - Marketing
  - Tourism
- Division of Health Sciences Departments
  - Medical Laboratory Science
  - School of Dentistry
  - School of Pharmacy
  - School of Physiotherapy
  - Otago School of Medical Sciences
  - Faculty of Medicine
    - Dunedin School of Medicine
    - Christchurch School of Medicine & Health Sciences
    - Wellington School Of Medicine & Health Sciences
- Division of Humanities Departments
  - Anthropology
  - Center for the Study of Agriculture, Food and Environment(CSAFE)
  - Classics
  - College of Education
  - English
  - Geography
  - History
  - Department of Languages and Cultures
  - Faculty of Law
  - Media, Film and Communication Studies
  - Music, Theatre Studies and Performing Arts Studies
  - Philosophy
  - Political Studies
  - Social Work and Community Development
  - Te Tumu - School of Maori, Pacific and Indigenous Studies
  - Theology & Religious Studies
- Division of Sciences Departments
  - Botany
  - Chemistry
  - Computer Sciences
  - Design Studies
  - Food Science / Clothing and Textile Sciences
  - Geology
  - Human Nutrition
  - Marin Science
  - Mathematics & Statistics
  - Physics
  - Psychology
  - Surveying
  - Zoology
  - School of Physical Education

## 学風および特徴
ダニーデン校舎の建物は市内中心部に分散している。中央図書館のほか6つの専門図書館を学内に有する。時計台が象徴的なネオ・ゴシック建築の校舎はダニーデンを象徴する建築物であり観光名所になっている。
現在は商学部・健康科学部・人文学部・理学部の4つの学部を有する総合大学である。世界的に高い評価を得ている医学部はクライストチャーチ、ウェリントンに学外キャンパスを持つ。教育学研究と遠隔研究、北島での連絡事務所を兼ねたオークランド校舎をオークランドに、教育学研究と教員養成機関を兼ねたサウスランド校舎（旧ダニーデン教育大学校舎）をインバーカーギルに持つ。
オタゴ大学の7割の学生は地元外から集まる学生たちであり、大学近隣にてフラッティング (Flatting) と呼ばれる単身者同士の共同生活をおくる学生が多い。国家間協定を持つアメリカ・中国・マレーシアからの留学生が多く在籍している。

## 学生寮

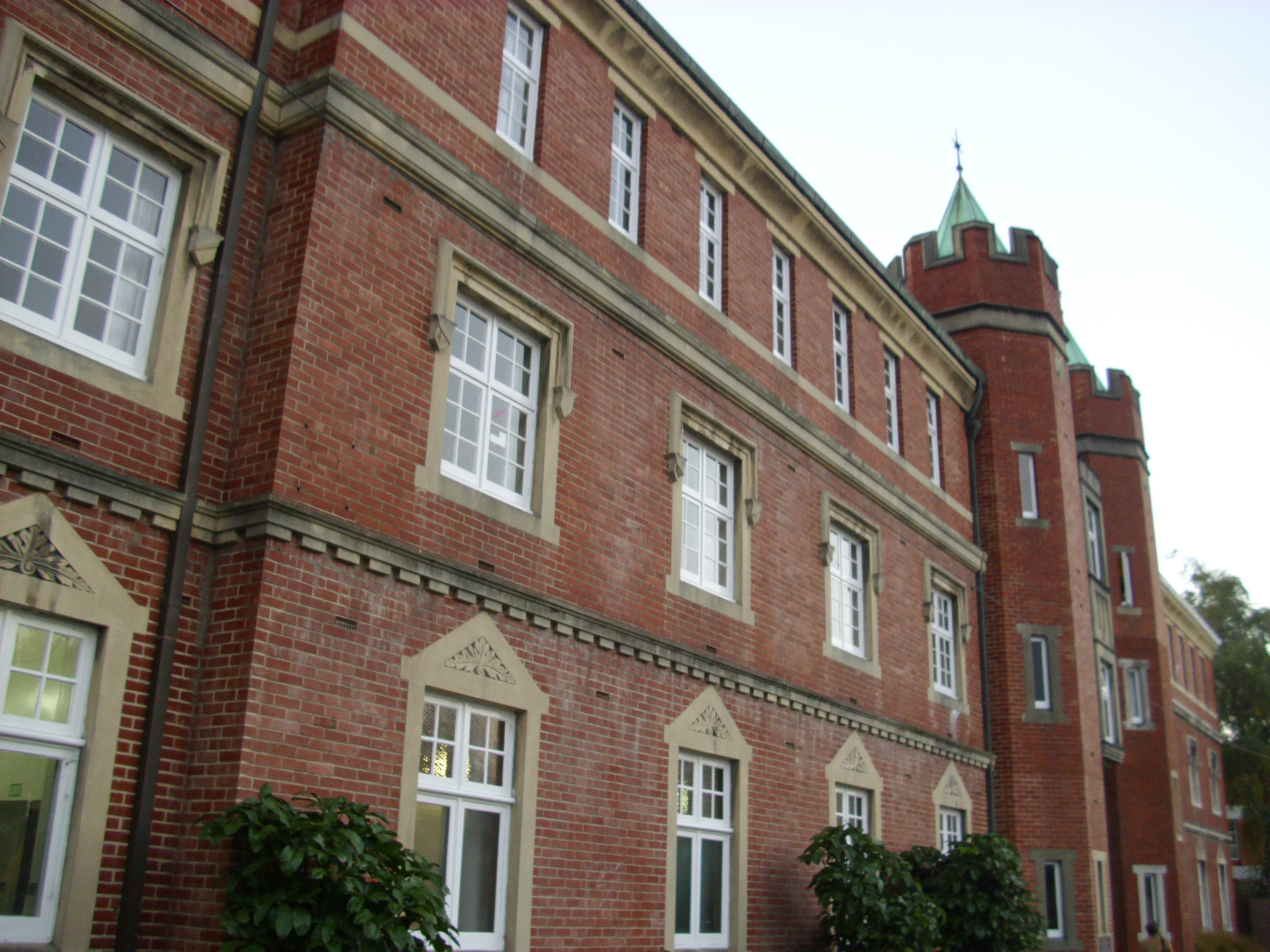
セルウィン・カレッジ

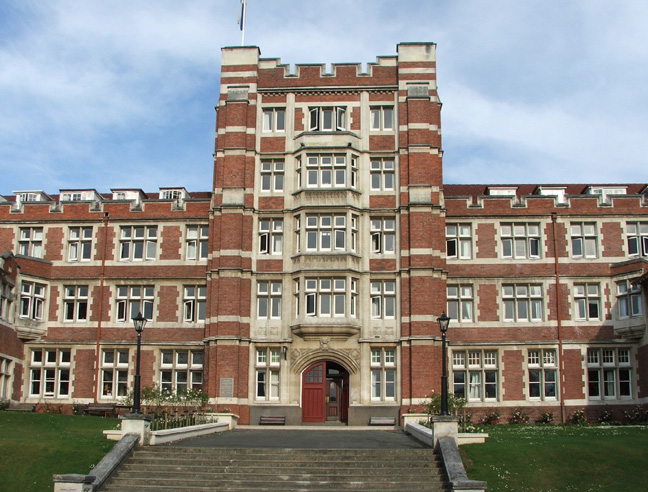
ノックス・カレッジ

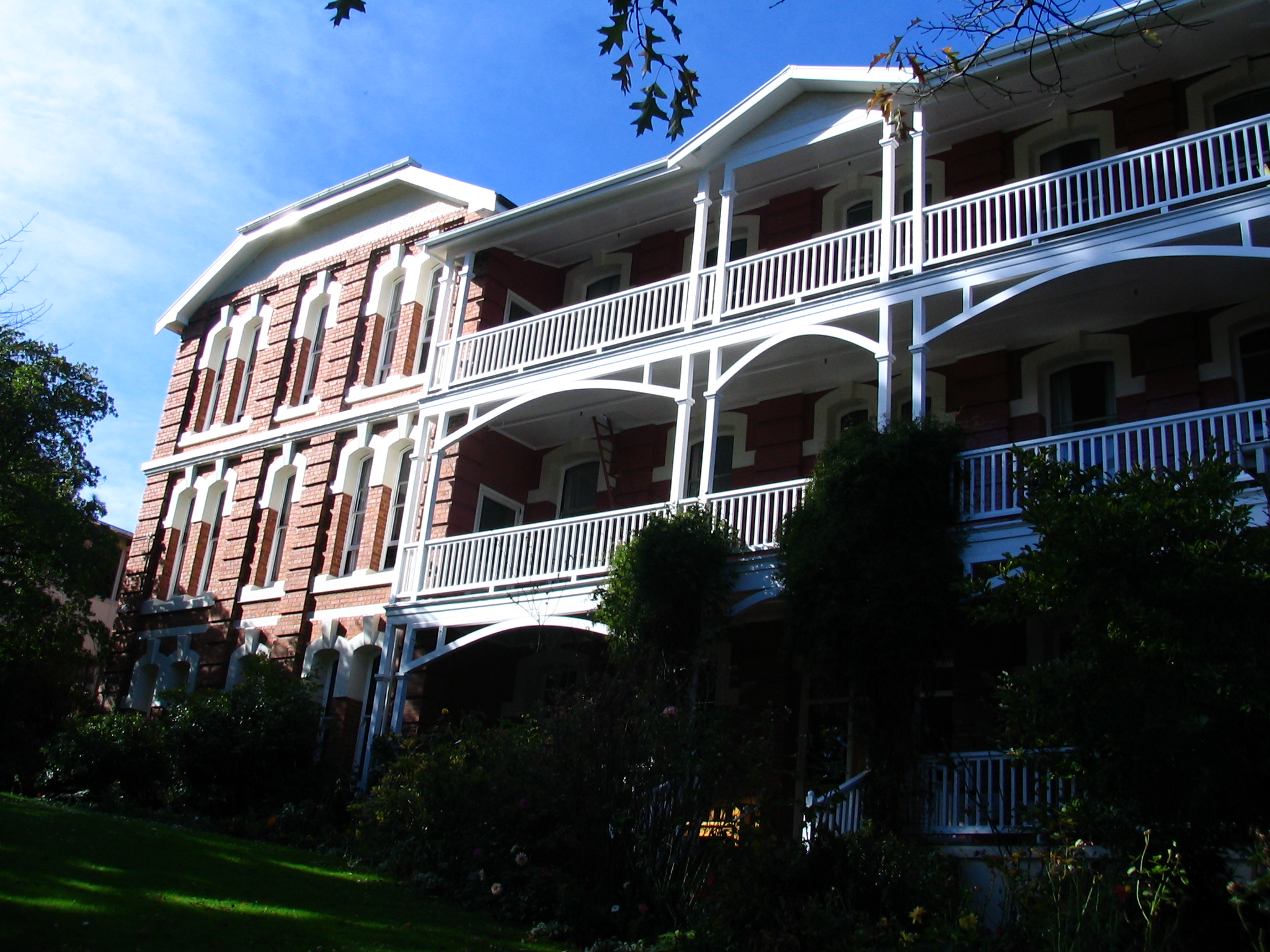
セント・マーガレッズ・カレッジ

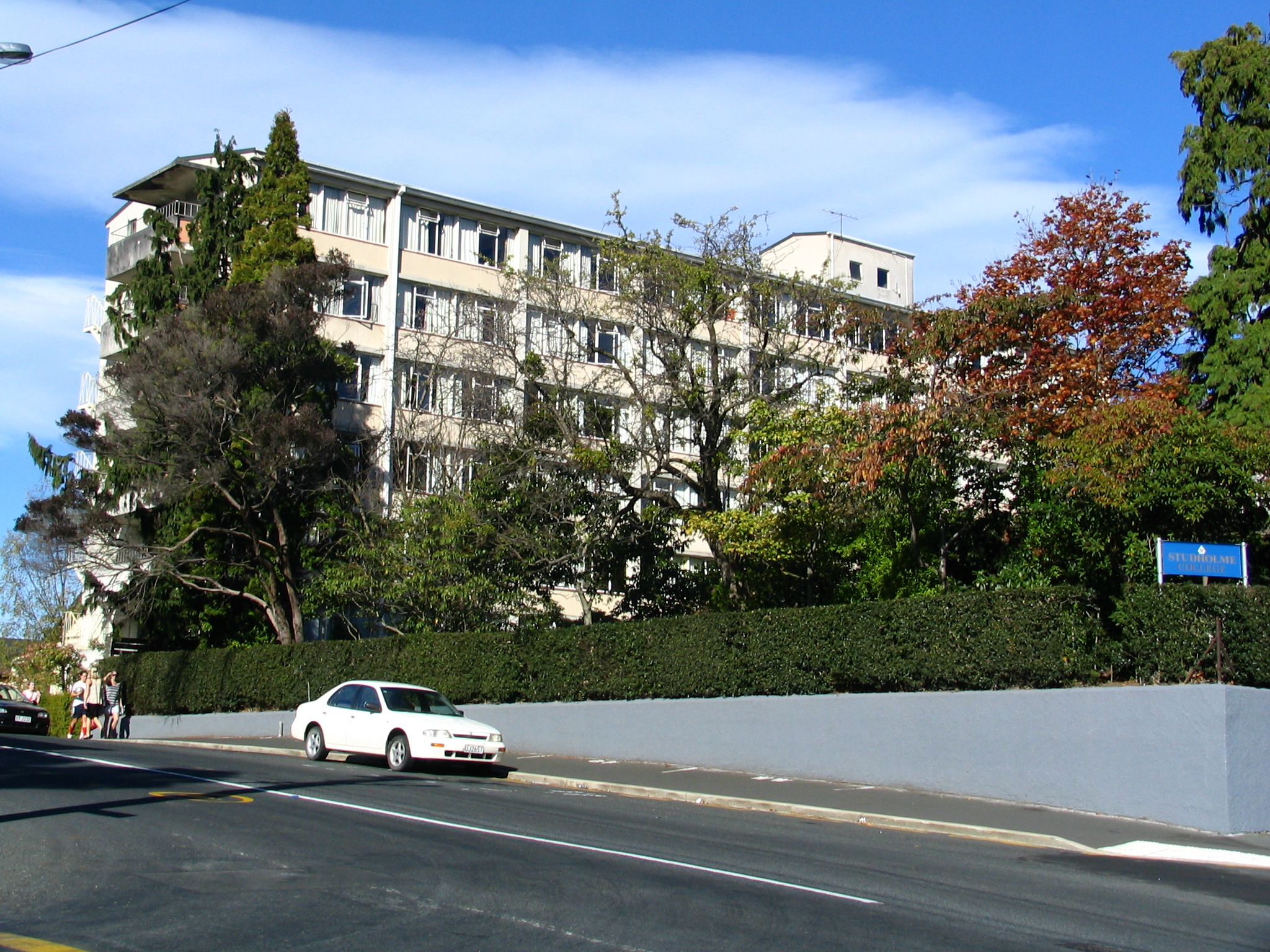
スタッドホルム・カレッジ

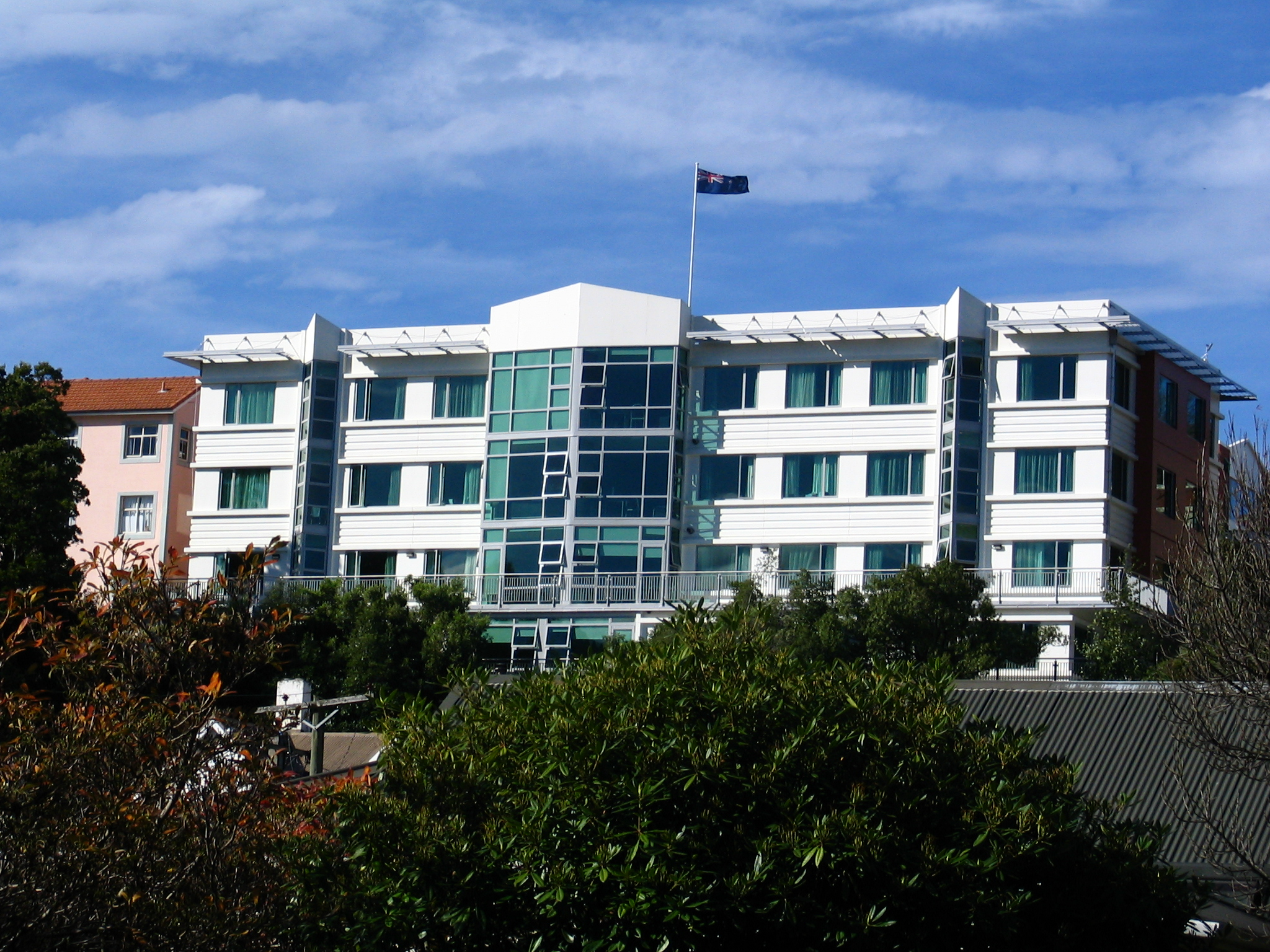
アラナ・カレッジ

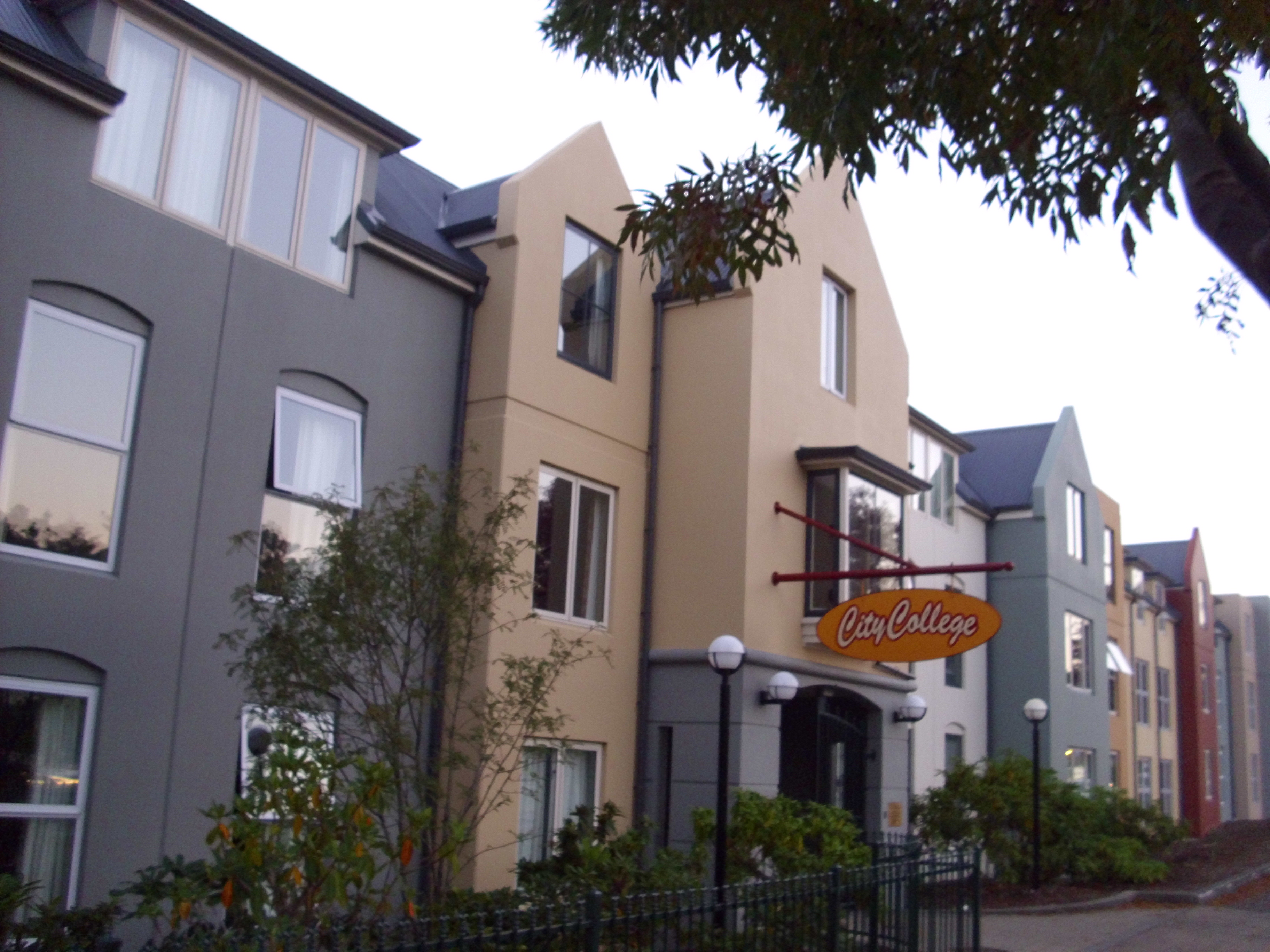
シティ・カレッジ

14ある学生寮で3000人を超える学生が生活している（カンバーランド・コートはカンバーランド・カレッジ併設となる）。各学生寮は独自運営されており、入寮審査、寮規定、寮費などはそれぞれの学生寮で異なる（一部の寮では外部委託）。
| 寮名                                                         | 開寮年 | 部屋数 | 備考 |
| ------------------------------------------------------------ | ------ | ------ | --- |
| セルウィン・カレッジ (Selwyn College)                        | 1893   | 170    | 1893年1月15日にイングランド国教会ニュージーランド・ポリネシア教区のネヴィル主教により設立された神学校寮。オタゴ大学に属する学生寮の中で最も古い歴史を持つ。寮名はニュージーランド・ポリネシア教区のセルウィン主教の名を取り命名された。現在もイングランド国教会に属している。開寮当初は男子寮であったが1983年から女学生の入寮を認め現在は男女共同寮。ノックス・カレッジと並び入寮希望者の多い名門寮。1930年からカンタベリー大学カレッジ・ハウスとディベート大会、文化・スポーツ交流を開催。1932年からノックス・カレッジとの間でキャメロン杯を争奪する年間スポーツ競技会を開催。1997年からノックス・カレッジとの間でネヴィル杯を争奪する文化交流会を開催している。 |
| ノックス・カレッジ (Knox College)                            | 1909   | 211    | 1909年創立。当初はオタゴ大学男子寮と長老派教会神学校寮として設立。1983年に女学生の受け入れを認め現在は男女共同寮。現在もニュージーランド長老派教会神学校の教育施設である。オックスブリッジのカレッジ制を採用しており入寮基準が高く、寮出身者に多くの著名人を輩出する名門寮。寮はサルモンド・カレッジとの共同組織であるノックス・カレッジ/サルモンド・カレッジ評議会が運営している。2009年8月に創立100周年記念式典を挙行した。セルウィン・カレッジとの間でスポーツ、文化交流会を開催している。 |
| セント・マーガレッズ・カレッジ (St. Margaret's College)      | 1911   | 206    | 女学生の増加に伴い1911年にオセアニア地域で初の女子寮として開寮。1915年に現在の所在地へ移り1946年と1967年に別棟が増築された。1981年から男子学生の受け入れを認め現在は男女共同寮。セント・マーガレッズ、サルモンド、スタッドホルム・カレッジの間でイオナ杯を争奪する文化スポーツ交流会を開催している。伝統行事として毎週日曜の夕食はゲストを招き正装を着用して食事会を開催している。 |
| スタッドホルム・カレッジ (Studholm College)                  | 1915   | 173    | 1915年にスタッドホルム・ホールとして開寮。当初は1911年に開校した栄養学部の学生寮として使用されたが、現在は専攻を問わず学生の入寮を認めている。寮名のスタッドホルムは栄養学部の開校に尽力したコロネル・スタッドホルムから取り命名された。2006年から現在の寮名を採用している。スタッドホルム・カレッジ議会により運営されている。 |
| アラナ・カレッジ (Arana College)                             | 1943   | 366    | 男子学生寮として開寮したが1978年から女学生の受け入れを認め現在は男女共同寮。寮名のアラナはオタゴ大学総長を務めたジェームス・アランの名字をマオリ語表記にしたもの。 |
| キャリントン・カレッジ (Carrington College)                  | 1945   | 224    | 1945年2月開寮。長老派教会の地元支持者により設立された。開寮当初から男女共同寮として運営されている。1945年から2006年までキャリントン・ホールと呼ばれたが2006年に現在の寮名を採用。 |
| アクイナス・カレッジ (Aquinas College)                       | 1954   | 152    | 1952年に寮建設が始まり1954年に最初の学生を受け入れる。開寮当初は男子でカトリックの信仰を持つ学生を中心に入寮を認めた。1980年代にエリム教会が寮を購入し学生寮とエリム教会の教区としての機能を持つ。1988年にオタゴ大学が寮を購入しダルモア・ハウスと改称（ダルモアは寮が所在する地域名）。1990年に大規模な増改築を行う。1996年に当初の寮名であるアクイナスへ再改称された。寮は大学の敷地から離れた場所に所在するためシャトルバスを運行をしている。ハラールフードの提供可。 |
| ユニバーシティ・カレッジ (University College)                | 1969   | 518    | 1969年8月9日に開寮したオタゴ大学最大の学生寮。開寮当初は男子学生が入寮する南棟と女学生が入寮する北棟に分かれていたが1980年代に統合した。2003年に寮棟別館を建設し2004年から別館利用を開始。 |
| サルモンド・カレッジ (Salmond College)                       | 1971   | 192    | 1971年にサルモンド・ホールとして開寮。設立当初は女子寮であったが、その後、男女共同寮となる。2006年から現在の寮名を採用。オタゴ・ポリテクニックに在籍する学生も入居する共同学生寮。ノックス・カレッジと同じ敷地内に所在する。大学1、2年生向け学生寮として設計されているが大学院生用の部屋も設置されている。大学院生にはチューター・メンターとして有給制度が導入されている。寮はノックス・カレッジとの共同組織であるノックス・カレッジ/サルモンド・カレッジ評議会が運営している。 |
| カンバーランド・カレッジ (Cumberland College)                | 1989   | 436    | 寮の建物は1916年に建設された元ダニーデン病院看護婦寮。カンバーランド・コートを併設。 |
| カンバーランド・コート (Cumberland Court)                    | 2005   | 110    | 学生数の増加に伴いカンバーランド・カレッジに併設された学生寮。主に大学1年生向け宿舎として設計されている。2名～6名で共同生活を送る。 |
| ヘイワード・カレッジ (Hayward College)                       | 1992   | 162    | クイーン・メリー周産期病院（廃院）を改装し1992年に開寮した学生寮。寮名はオタゴ大学と病院の活動に貢献したジョック・ヴェラ・ヘイワード兄妹から取り命名された。病院棟を改装した寮のため他の学生寮よりも間取りが広い。 |
| トロア・インターナショナルハウス (Toroa International House) | 1996   | 29     | 外国人留学生の増加に伴い1996年2月に開寮した学生寮。留学生が多く入居しているが国内の学生も入居可能。入居者数は29部屋に136人。自炊寮。寮名の"トロア"はマオリ語でシロアホウドリ (Royal Albatross; オタゴ半島に生息する鳥) を意味する。 |
| シティ・カレッジ (City College)                              | 2000   | 211    | 2000年に設立された学生寮。オタゴ・ポリテクニックに在籍する学生も入居する共同学生寮。 |
| アビィ・カレッジ (Abbey College)                             | 2008   | 75     | 2008年2月開寮の大学院生寮。既婚学生や同棲カップル用に設計された間取りの広い宿舎設備あり。85名が入居可。ハラールフードの提供可。大学院生専用寮のため学部生は入寮不可。 |

## 著名な卒業生

### 法曹
- シルヴィア・カートライト（第18代ニュージーランド総督、元判事）

### 政治家
- ビル・イングリッシュ（第17代ニュージーランド副首相）
- カミセセ・マラ（第2代フィジー諸島共和国大統領）
- スライマン・ダウド（マレーシア教育相）

### 行政
- デービッド・テイラー（外交官、駐インドネシア特命全権大使）
- アデル・ブライアント（外交官、駐香港領事）

### 芸術
- ウィリアム・サウスゲート（作曲家、指揮者）

### 学術
- アラン・ウィルソン（分子生物学者）
- 印東道子（考古学者、民族学者）

### スポーツ
- グラハム・ヘンリー（ラグビー指導者、ラグビーニュージーランドヘッドコーチ）
- アントン・オリバー（ラグビー選手、元ラグビーニュージーランド代表）
- トニー・ブラウン（ラグビー選手、元ラグビーニュージーランド代表）
- ジョシュ・クロンフェルド（ラグビー選手、元ラグビーニュージーランド代表）
- カーン・ヘスケス（ラグビー選手、ラグビー日本代表）
- アリソン・シャンクス（女子自転車競技選手）

### 芸能
- ステラ・マックスウェル（ファッションモデル）